# Idy
Idy (łac. Idus) – w kalendarzu rzymskim dzień przypadający w środku miesiąca. 
W słonecznym kalendarzu juliańskim termin ten nie ma astronomicznego znaczenia. Natomiast w pierwotnym kalendarzu księżycowym mianem Idus określano dzień, po którym następuje pełnia Księżyca. Idy były w relacji do kalend i non.
Idy wypadały trzynastego dnia miesiąca, a w marcu, maju, lipcu i październiku – piętnastego. Jest to zaszłość kalendarza przedjuliańskiego, w którym marzec, maj, lipiec i październik miały po 31 dni, luty 28, a pozostałe po 29. Tak więc np. 12 marca był „czwartym dniem przed idami marcowymi”, (łac. ante diem quartum Idus Martias (a.d. iv Id. Mar.)).
W niektórych miesiącach idy były hucznie obchodzonymi świętami ku czci rzymskich bogów, np. marcowe poświęcono Marsowi, majowe – Merkuremu (Merkuralia), listopadowe – Jowiszowi (Epulum Jovis).
Etymologia terminu jest niejasna, może on mieć związek z gr. eidos, obraz, wygląd, ale jest to mocno dyskusyjne. Zgodnie z językiem oryginału termin jest rodzaju żeńskiego i występuje wyłącznie w liczbie mnogiej (plurale tantum).
Najbardziej znanym wydarzeniem historycznym związanym z idami jest zabójstwo Juliusza Cezara dokonane 15 marca 44 r. p.n.e., w dniu id marcowych. 